# Jeniferever
Jeniferever ist eine Band aus Uppsala, Schweden, welche sich 1996 gründete.

## Stil
Die Musik von Jeniferever kann weitgehend als eine Mischung aus Ambient, Indie-Rock und Post-Rock beschrieben werden. Sie ist eher langsam, melodisch und besitzt Ähnlichkeiten zur Orchestermusik wie zum Beispiel eine Klimax. Jeniferevers Sound ist zu vergleichen mit Bands wie The Appleseed Cast und Sigur Rós.

## Diskografie

### Alben
- 2006: Choose a Bright Morning (Drowned in Sound Recordings)
- 2009: Spring Tides (Monotreme Records)
- 2011: Silesia (Monotreme Records)

### EPs
- 2002: Jeniferever (10", UA Records)
- 2003: The Next Autumn Soundtrack & Jeniferever (Split-EP mit The Next Autumn Soundtrack, Big Scary Monsters)
- 2004: Iris (Big Scary Monsters)
- 2008: Nangijala (Naim Edge)

### Singles
- 2006: From Across the Sea (Drowned in Sound Recordings)
- 2006: The Sound of Beating Wings (Drowned in Sound Recordings)
- 2006: Alvik (Drowned in Sound Recordings)
- 2011: The Beat of Our Own Blood (Monotreme Records)